# قائمة لدليل التغذية

## قائمة لدليل التغذية
هنا قائمة للدليل الغذائي. الدليل الغذائي هو المرجع الذي يوفر نصائح غذائية تختص بالصحة العامة، وعادة تكون بتقسيم أصناف الأطعمة إلى مجموعات وإرفاق توصيات بشأن كميات الحصص لكل مجموعة. ويمكن عرض دليل التغذية مكتوباً أو مرئياً. وعادةً ما تنشره الوكالات الحكومية والجمعيات الصحية وجامعة الإدارات الصحية.
تمتلك معظم الدول قائمة للمعلومات الغذائية ولكنها ليست من ضمن قائمة دول هذا المقال. العديد من هذه المصادر التي تستهدف الكميات الغذائية بتنوعها.

## تاريخ الدليل الغذائي
اليونان القديمة
تمتلك مجموعة أبقراط في اليونان القديمة اقدم دليل غذائي معروف فهي توصي بحمية موسمية. بالنسبة لفصل الشتاء يُنصح باعتماد حمية ثقيلة وذلك عن طريق تناول الخبز واللحوم المشوية والاسماك وتجنب الخضروات والتقييد بشرب السوائل والنبيذ القوي. في فصل الصيف، يوصي النظام اليوناني باتباع حمية صيفية كتناول القليل من كعك الشعير والخضراوات واللحوم المسلوقة وكميات كبيرة من النبيذ المخفف. وينصح التدرج بين هذه الحميتين بالفصول الأخرى.
إمبراطورية الصين
اعتقد الطبيب الصيني سون سيمياو انه قد كتب أول دليل للتغذية في الطب الصيني التقليدي خلال فترة حكم أسرة تانغ. احتوى كتابه على أقسام تصف تأثير تناول الفواكه والخضروات والحبوب ولحوم الحيوانات المسمى «وصفات طبية ثمينة»، في فصل «الحمية الغذائية».
الهرم الغذائي الأول
وسط ارتفاع أسعار المواد الغذائية في عام 1972 طور المجلس الوطني للصحة والرعاية في السويد فكرة «الأطعمة الأساسية» ذات السعر المنخفض وتغذية عالية، اما «الأطعمة التكميلية» هي الغذاء الإضافي المفقود من الأطعمة الأساسية. سعى الاتحاد التعاوني السويدي KF إلى العمل مع المجلس بهدف توضيح مجموعات الطعام. طور الاتحاد هرم غذائي وجعل الأطعمة الأساسية قاعدة فيه، نشر هذا الدليل الغذائي في مجلتهم مستهدفاً العامة في عام 1974. كان بناء الهرم الأساسي يحتوي على الخبز والحبوب والبطاطا والحليب والجبن والسمن. بينما احتوى القسم الذي يقع اعلاه حيز أكبر من المكملات كالخضار والفاكهة؛ وفي القمة احتوى على مكملات كاللحوم والأسماك والبيض. بينما يتنافس الهرم مع «الدائرة الغذائية» للمجلس الوطني، وصف الاتحاد التعاوني بأن الدائرة تثير الإشكاليات مثالاً عليها: تقسيم الكعكة إلى سبع شرائح وعدم تحديد كمية مايجب تناوله. استمر الاتحاد التعاوني بالترويج للهرم بالرغم من رفض مجلس الإدارة له، وتم تطوير هذه الاهرامات في دول عديدة كالدول اسكندنافية وبالإضافة إلى ألمانيا الغربية واليابان وسريلانكا. بينما طورت الولايات المتحدة لاحقاً أول هرم غذائي لها في عام 1992.
اليوم، اعتمدت كلاً من الحكومة السويدية والاتحاد التعاوني على نموذج طبقي الصحي.

## الدليل الغذائي الحكومي
أستراليا
نشرت إدارة الصحة ورعاية كبار السن الاسترالية الدليل الأسترالي للأكل الصحي. يحتوي الدليل على عجلة بخمسة اقسام: يتكون مايقارب 40 بالمئة منها من الخبز والحبوب والأرز والمعكرونة والشعرية، بينما يحتوي على 30 بالمئة من الخضراوات والبقوليات، و10 بالمئة من الفاكهة، و 10 بالمئة من الحليب واللبن والجبن، و 10 بالمئة من اللحوم خالية الدهون والسمك والدواجن والبيض والمكسرات والبقوليات. وتحتوي أسفل العجلة على ملاحظة تذكير بشرب الكثير من الماء وأكل الدهون واحيانا يكون فيها توصية بتناول الحلويات أو بتقليل الكمية. يتم إضافة توصيات أكثر تحديداً بناءً على العمر والجنس والمرحلة العمرية ومستوى النشاط.
النمسا
تستخدم وزارة النمسا للصحة الاتحادية الهرم الغذائي النمساوي، حيث ينقسم إلى 25 قسم كل قسم يمثل وجبة يومية من مجموعة المواد الغذائية. بدأً من قاعدة الهرم هنالك ست حصص من المشروبات خالية الكحول (ويفضل مشروبات منخفضة الطاقة كالماء، والشاي، وعصير الفاكهة غير محلى، وعصير الخضروات) وثلاث حصص من الخضار، والبقوليات، وحصتين من الفاكهة، واربعة من الحبوب والخبز والمعكرونة والأرز والبطاطا (يفضل الحبوب الكاملة)؛ وثلاث حصص من الحليب ومنتجات الألبان (اثنان منها «بيضاء»، كالحليب واللبن أو الجبن والأخر كالجبن الأصفر)، وحصة واحدة من الدهون والزيوت (يفضل زيت الزيتون أو زيت الكانولا)؛ وثلاث حصص مكونة من اللحوم والأسماك والنقانق والبيض (يفضل السمك أو اللحم الطري)؛ وثلاث حصص من الأطعمة الدهنية والحلوة والمالحة (بالرغم من عدم توصيتها من الناحية الغذائية، ويتم استهلاكها نادراً).
بلجيكا
تعد بطاقة الهرم الغذائي (مثلث الطعام) (غالباً يستخدم في الإقليم الفلمندي) أداة تستخدم على نطاق واسع لأخصائيي التغذية والمرشدين الصحيين والمدارس وما إلى ذلك لشرح التوازن الغذائي. ويتم إنشاء المثلث على خمس طبقات مختلفة. تعتبرالطبقة السفلية (القاعدة) هي الأكبر في الهرم، لذا بالرغم من ان طبقة القمة هي الأصغر وتحتوي على غذاء اقل إلا أنها تعد عنصر أساسي. الطبقات (من الأعلى إلى الأسفل):- الزيوت / الدهون- البروتين: اللحوم، والأسماك، والبيض، ومنتجات الألبان، وبدائل اللحوم- الفاكهة وخضراوات- النشاء، أو الكربوهيدرات (الخبز والبطاطا والأرز والمعكرونة، إلخ)المشروبات ثم إضافة طبقة في أسفل الهرم وتعد (رمزية إلى حد ما) حيث تحتوي على الرياضة والتمارين في عام 2005. لاتعتبر الرياضة والتمارين غذاءاً بل تعد جزء اساسي من نظام غذائي صحي وأسلوب حياة. تستخدم خدمات المعلومات الهرم الغذائي «النشط».
البرازيل
تنشر وزارة الصحةالبرازيلية الدليل الغذائي، الذي يتضمن على خريطة للبرازيل وقطع لغز تمثل كلاً من المناطق البرازيلية الخمسة وتمثلها في مجموعة غذائية. بالرغم من ذلك قد تختلف التوصيات الغذاء البرازيلي عن الخريطة حيث تتضمن على ثمان مجموعات غذائية مثل: الأرز والخبز والمعكرونة والبطاطس ونبات المنيهوت (5 حصص باليوم) والخضار والبقوليات (3 حصص باليوم) والفواكه (3 حصص باليوم) والحليب والجبن واللبن (3 حصص باليوم) والحبوب (حصة واحدة باليوم) واللحوم والأسماك والبيض (حصة واحدة باليوم) والزيوت والدهون (حصة واحدة باليوم) والسكريات والحلويات (لا تزيد عن حصة واحدة).
كندا
يتميز الدليل الغذائي الكندي من وزارة الصحة الكندية بشكل بقوس قزح ويتضمن الدليل أربع مجموعات غذائية مثل: الخضار والفاكهة (7 إلى 10 حصص في اليوم للشخص البالغ بناءاً على نوع الجنس ذكر/انثى) ومنتجات الحبوب (6 إلى 8 حصص باليوم) والحليب وبدائلة (حصتين باليوم) واللحوم وبدائلها (2 إلى 3 حص باليوم). يتم طرح العديد من التوصيات المحددة بناءاً على العمر والجنس والمرحلة العمرية.
طورت كندا أول دليل غذائي لها في عام 1942 كجزء من برنامج التغذية المستخدم في فترة الحرب.
الصين
تستخدم وزارة الصحةالصينية هيكل نظام غذائى صحى متوازنوالذي ينقسم إلى خمس حصص بدأً من الأكبر إلى الأصغر بحيث تشغل منتجات الحبوب قاعدة كبيرة منها تعلوها الخضار والفواكه ثم الأسماك والدواجن واللحوم والبيض والأغذية الحيوانية الأخرى ومن ثم الحليب ومنتجات الصويا والمنتجات التي تحتوي على الدهون والزيوت. بجانب الهيكل توجد صور توضيحية لكمية الماء وممارسة الرياضة.
الدنمارك
تستخدم إدارة الغذاء الدنماركية نظام البوصلة الغذائية لتمثيل الإرشادات «الغذائية الثمانية» لتصوير كل نقطة بالبوصلة وتوصيتها. والإرشادات الغذائية هي: «تناول 6 من الفاكهة والخضراوات في اليوم الواحد» و «تناول الأسماك والمأكولات البحرية عدة مرات في الأسبوع» و «تناول البطاطس والأرز أو المعكرونة والخبز بالحبوب الكاملة كل يوم و» تقليل تناول السكريات«و» تقليل تناول الأطعمة الدهنية، «و» تناول نظام غذائي متنوع من اجل الحفاظ على الوزن طبيعي والمثالي و «اروي عطشك بشرب الماء» و«مارس نشاط رياضي بدني على الأقل 30 دقيقة في اليوم.»
فرنسا
يحتوى دليل المعهد الوطني الفرنسي للوقاية والتثقيف الصحي على 25 دليل غذائي خاص بها يدعى دليل الغذائي للجميع. يستند كل دليل غذائي على شخصية المستهلك وعاداته واسلوب حياته. وهناك ارشادات غذائية على حسب الأشخاص: مثل الذين لديهم وعي صحي أو لايهتمون بالطعام أو يقومون بتجهيز الوجبات العائلية أو الفقراء أو الذين يأكلون بالمطاعم أو لايتناولون الوجبات أو لايطبخون طعامهم أو لديهم شهية مفتوحة أو يقومون بحمية غذائية أو يفضلون طعام معين أو تجنب أنواع كثيرة من الأطعمة (بالإضافة للحم) والمستقرين والرياضين وأكثر. يتميز كل دليل «بلوحة» في صورة وجه سعيد مصنوعة من الأطعمة التي تمثل هذا النوع من الغذاء. تصف اللوحات توصيات غذائية بالرغم من انها جمالية اكثير من احتواءها على المعلومات.
ألمانيا
تطبق خدمة المعلومات التي تمولها ألمانيا الهرم الغذائي حيث ينقسم الهرم إلى 22 مربع وكل مربع يمثل حصة غذائية بحجم الكف من مجموعة الأطعمة. بدءا من قاعدة الهرم هناك ست اقسام للمشروبات وثلاث للخضروات واثنان للفواكه وأربع للحبوب وثلاث لمنتجات الألبان وواحدة للحوم والأسماك وواحدة للزيوت وواحدة للدهون وواحدة للسكريات والكحول. يتم تحديد المشروبات والخضروات والفاكهة والحبوب باللون الأخضر «للسفر المجاني» وتحدد اللحوم والألبان باللون الأصفر علامة «الحذر» وتحديد الزيوت والدهون والحلويات والكحوليات باللون الأحمر «ضوء التوقف».
```
وتعاونت ايضاً مع جمعية التغذية الألمانية لإنشاء نموذج هرمي 
ثلاثي الأبعاد
.
```

الهند
نشر المعهد الهندي الوطني للتغذية المبادئ التوجيهية الغذائية للهنود. والتي تحتوي على الرسوم البيانية بالإضافة إلى الهرم الغذائي. وتتكون قاعدة للهرم من البقوليات والفول تضمن تناول الطعام بشكل كاف، وتتكون الطبقة الثانية من الخضار والفاكهة والطعام البحري. اما الطبقة الثالثة تتكون من اللحم والسمك والبيض والزيوت بحيث تضمن هذه الطبقة من تناول الفرد للطعام باعتدال، وتتكون قمة الهرم من الأطعمة الدهنية والمملحة والسكرية «ينصح بالتقليل منها». بالإضافة للهرم الغذائي هناك ارشادات أخرى وهي ممارسة التمارين الرياضية والنشاط البدني بانتظام والحذر من شرب الكحول والتدخين.
ارلندا
تستخدم هيئة تعزيز سلامة الأغذية في جزيرة أيرلندا الهرم الغذائي والذي ينقسم إلى خمس مستويات: تتكون القاعدة الكبيرة من الخبز والحبوب والبطاطس (6 حصص باليوم أو أكثر) ومن ثم الفواكه والخضروات (5 حصص باليوم) وتليها الحليب والجبن واللبن (3 حصص باليوم) وثم اللحوم والأسماك والبيض وبدائلهم (حصتين باليوم) وأخيراً الدهون، والوجبات الخفيفة / الدهنية والوجبات عالية السكروتتكون قمة الهرم من والأطعمة والمشروبات (كميات صغيرة). كما ينصح بشرب ثمان اكواب على الأقل من الماء يومياً.
إسرائيل
قسمت وزارة الصحة الإسرائيلية الهرم الغذائي إلى ستة مستويات. يوجد الماء في قاعدة الهرم الكبيرة وتليها النشويات بالإضافة للمعكرونة والخبز والذرة والبطاطس ومن ثم الفواكه والخضروات ثم اللحوم والأسماك والبيض ومنتجات الألبان ثم الدهون والزيوت وتتكون قمة الهرم من الأطعمة السكرية. الصورة التي تقع بجانب الهرم تمثل التمارين.
إيطاليا
تستخدم وزارة الصحة الإيطالية الهرم الغذائي والذي ينقسم إلى مربعات ومثلثات ومعيّنات منحرفة والمستطيلات التي تمثل واحدة أو نصف أو واحد ونص من الوجبات. بدأً من القاعدة الكبيرة تتكون التقسيمات من: فاكهة (حصتين باليوم) وماء (حصة واحدة باليوم) وخضار وخبز (حصة ونص باليوم) والبسكويت (نصف حصة) وبطاطس (نصف حصة) وأرز وباستا (حصة ونصف) ولحم (حصة واحدة)) والبيض (نص حصة) والسمك (نصف حصة) والبقول (نصف حصة) واللحوم الباردة (نصف حصة) والحليب (نصف حصة) ومنتجات الألبان (نصف حصة) والزيوت والدهون (حصة واحدة) والحلويات (نصف حصة) والنبيذ أو البيرة (نصف حصة). كما ان النشاط البدني يتمثل على اطراف الهرم الغذائي. يمثل الهرم تنوع الأطعمة التي تؤكل في اسبوع كامل وحسابها على أجزاء يومية. كما يتوافر بديل أكثر تقليدي للهرم الغذائي ليوم واحد مقسم إلى ست طبقات تمثل ست مجموعات غذائية وكذلك هرم إضافي من للأطفال.
اليابان
يصنف الدليل الغذائي من قبل وزارتي الصحة والزراعة في اليابان على أنه دوامة بطبقة علوية كبيرة تتدرج إلى الأسفل بشكل اصغر. في المستوى الأعلى الكبير يحتوي على الوجبات الرئيسية مكونة من الكربوهيدرات بالإضافة إلى الارز والخبز والمعجنات (5 إلى 7 حصص يوميا) ثم يليها طبق من الخضراوات والبطاطس والفول (باستثناء فول الصويا) والفطر والاعشاب البحرية (5 إلى 6 حصص باليوم) ثم إلى اصغر مستوى مكون من طبق رئيسي من البروتين بما في ذلك اللحوم والاسماك والبيض والصويا (3 إلى 5 حصص يوميا) والمستوى الأصغر مقسم بين الالبان (حصتين) والفاكهة (حصتين). حيث يكون بالمستوى الأعلى الماء والشاي «الضروريين» ويمثل تمرين منتظم. يمثل خط الحركة الصغير في طبقة القمة المشروبات الحلوة المعتدلة.
المكسيك
تطبق منظمة التغذية والصحة في المكسيك نظام طبق الغذاء الصحي (The Eatwell plate) حيث تنقسم إلى ثلاث فئات: الخضار والفواكه (بنسب متساوية) والحبوب والبقوليات والمنتجات الحيوانية. كما ينصح الدليل الغذائي بتناول الكثير من الخضراوات والفواكه والحبوب بشكل كافي. هناك أقسام فرعية للبقوليات والحيوانات كما ينصح بتناول المنتجات الحيوانية بشكل قليل بينما يوصي بدمج جزء للبقوليات الكبير مع الحبوب. وهناك ايضاً إرشادات إضافية لكل المجموعات الغذائية الثلاث في جميع الوجبات الرئيسية (حصص يومية) لتناول مجموعة متنوعة أكثر من الطعام وبناءاً للحاجة والظروف الفردية ولتناول كميات قليلة من الدهون والزيوت والسكر والملح.
هولندا
تطبق هولندا في مركز التغذية عجلة بخمسة أقسام مكونة من: 30 بالمئة من الخضراوات والفاكهة، و 30 بالمئة من الخبز والحبوب والبطاطس والارز والمكرونة والارز والبقوليات ونبات المنيهوت، و16 بالمئة من منتجات الالبان واللحوم والاسماك واللحوم والبيض، و 16 بالمئة من بدائلهم والمشروبات، و8% من الدهون والزيوت. ويتم طرح إرشادات أكثر تحديداً مستندة على العمر والجنس.
كوريا الجنوبية
تطبق جمعية الغذاء الكورية في كوريا الجنوبية نظام Food Bicycle حيث تتكون من عجلة أمامية صغيرة تحتوي على الماء وعجلة خلفية كبيرة تحتوي على حوالي ثلث الحبوب و 20 بالمئة من اللحم والسمك والبيض والفاصوليا و 20 بالمئة من خضروات و12 بالمئة من الفاكهة 12 بالمئة من منتجات الألبان و 3 بالمئة من الزيوت والسكريات. تمثل شخص يركب الدراجة ويقوم بالتمرين. وتقديم ارشادات أكثر تحديداً بناءاً على العمر والجنس والمرحلة العمرية.
طبقت كوريا الجنوبية نموذج الهيكل للمواد الغذائية والذي يعتبر مشابه جدًا للدليل الغذائي الحالي للصين قبل عام 2010 .
اسبانيا
طبقت وزارة الصحة والسياسة الاجتماعية والمساواة في إسبانيا هرم NAOS الغذائي ([76]) والذي يقوم بالتشجيع على اتباع نظام غذائي وسطي وتشجيع القيام بالكثير من النشاط البدني ورسمة مثل شكل المركب الشراعي المائي. تنقسم قاعدة هذا المركب إلى المشروبات والماء اما في المستوى الثاني: تقسيم النشاط البدني ومجموعة من الحبوب والخضراوات والفاكهة وزيت الزيتون والألبان تقسيماً متساوياً ومسجل عليه «عدة الحصص في اليوم» باللون الأخضر اما في المستوى الثالث يتم تقسيم بين الرياضة ومزيج من اللحوم والأسماك والبيض والبقوليات والمكسرات تقسيماً متساوياً حيث يسجل فيه «عدة الحصص في الأسبوع» ولونه برتقالي. وفي القمة تحتوي على الدهون المشبعة والسكريات والملح ويسمى بـ «من حين لآخر» ولونه احمر.
السويد
تطبق الوكالة السويدية للأغذية نموذج طبقي الصحي والذي يتم تقسيم الطبق فيه إلى ما يقارب 40 بالمئة من البطاطس والأرز والمعكرونة والخبز، و40 بالمئة من الخضروات والفاكهة، و 20 بالمئة من اللحوم والأسماك والبيض والبقوليات، ويُسمح للأشخاص بتناول اطعمة ذو طاقة أكثر وكمية أكبر من الكربوهيدرات بينما يتناول الاشخاص ذو الوزن الزائد نصف الطبق بالخضروات والفاكهة.
استخدمت السويد بالسابق الدائرة الغذائية التي أنشئت في عام 1963 بينما انشئت المنظمة التعاونية الإستهلاكية السويدية أول هرم غذائي في عام 1974.
سويسرا
طبق المكتب الإتحادي للصحة العامة في سويسرا الهرم الغذائي والذي تطوره الجمعية السويسرية للتغذية. كما ينصح بشرب السوائل خالية السكر من 1 إلى 2 ليترات بقاعدة الهرم ومن ثم تناول ثلاث حصص باليوم من الخضروات وحصتين من الفاكهة متنوعة الألوان ويليها وجوب تناول الحبوب الكاملة والفاصولياء والحبوب والبطاطس مع كل وجبة ومن ثم ثلاث حصص من الحليب أو الألبان وحصة واحدة من اللحوم والأسماك والبيض والجبن أو بروتين والزيوت والدهون والمكسرات يوميا باعتدال وبالقمة تكون بتناول الوجبات الخفيفة الحلوة / المالحة والمشروبات المحلاة / الكحولية باعتدال.
تركيا
تستخدم وزارة الصحة التركية مجموعات الأغذية الأساسية وتتكون من الحليب ومنتجات الألبان وهي مكونة من أربع أجزاء (اللحوم والبيض والأسماك والبقوليات والبذور. خضروات وفاكهه والخبز والحبوب). وتحتوي كل مجموعة على نقاط غذائية كالحصص اليومية والتوصيات ونصائح لتناول المزيد من الخضروات الطازجة والحبوب الكاملة.
المملكة المتحدة
نشرت وزارة الصحة في المملكة المتحدة القيم الغذائية الموصى بها. ساهمت هذه القيم لفهم أسهل لمحتوى طبق الغذاء الصحي (The Eatwell plate) المستخدم من قبل خدمات الصحة العامة. وهي مكونة من ثلث الفواكه والخضراوات («أي ما لا يقل عن 5 أجزاء») ثلث للخبز والأرز والبطاطس والمعكرونة («الكثير») منها، وكمية أقل من الحليب والألبان («بعض») منها، واللحوم والأسماك والبيض والفاصوليا بنفس نسبة الألبان («بعض») وكمية صغيرة من الأطعمة الدهنية والسكرية.

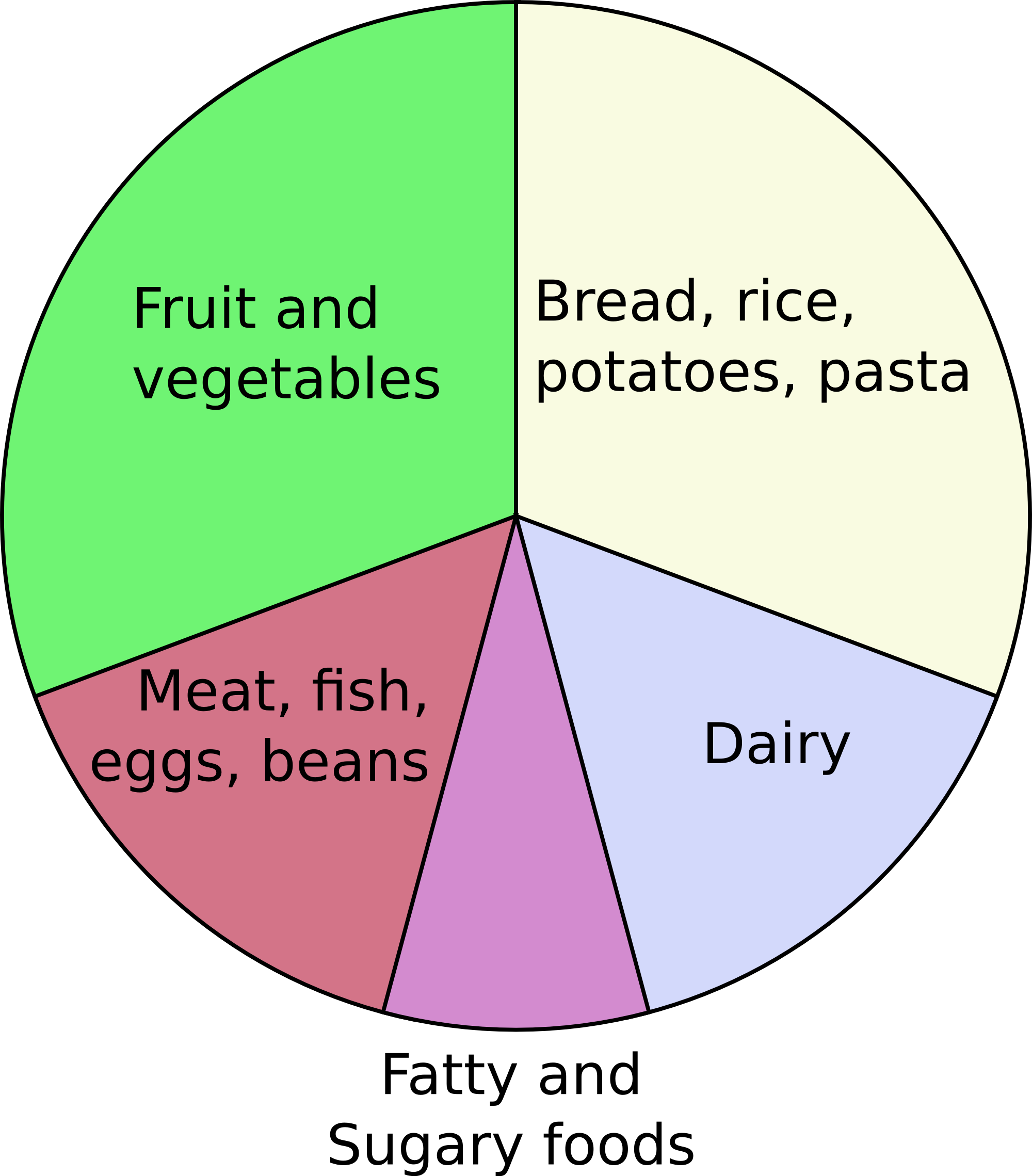

الولايات المتحدة الأمريكية
```
يطبق نموذج 
MyPlate
 
طبقي الصحي
 في 
الولايات المتحدة
 من قبل 
وزارة الزراعة
 والذي يقسم إلى ما يقارب 30 بالمئة من الحبوب و 30 بالمئة من الخضراوات و20 بالمئة من الفاكهة و 20 بالمئة من البروتين متضمنة لدائرة أصغر منها تمثل منتجات الألبان. وهناك توصيات وارشادات إضافية للإستمتاع بالطعام ولكن بكميات اقل وبتجنب البروتينات الكثيرة وتناول مالا يقل عن نصف الحبوب من 
الحبوب الكاملة
 والتبديل إلى الأكل خالي الدهون أو حليب خالي الدسم واختيار الأطعمة قليلة الصوديوم وشرب الماء بدلاً من مشروبات الطاقة.
```

يحتوي الدليل الغذائي السابق لوزارة الزراعة الأمريكية على سبع مستويات أساسية (1943-1956)، واربع مستويات اساسية (1956-1992)، والدليل الهرمي الغذائي (1992-2005)، ونموذج MyPyramid (2005-2011).
تستخدم المؤسسات الوطنية للصحة مناهج غذائية للحد من ارتفاع ضغط الدم (DASH) عبر وضع نظام غذائي للأشخاص الذين يسعون لخفض ضغط الدم لديهم . تختلف طريقة DASH عن نموذج MyPlate في طريقة استبدال عنصر البروتين بنسبة أصغر من اللحوم الخالية من الدهون والدواجن والأسماك وهناك أقسام تندرج من الدهون والزيوت والبقوليات والحلويات والفواكه والخضروات بحيث لا تشكل نصف الطبق.
قام كلاً من مركز سياسة وتعزيز الغذاء في وزارة الزراعة الأمريكية ووزارة الصحة للخدمات الإنسانية في الولايات المتحدة بإصدار وثيقة مكتوبة تدعى «المبادئ التوجيهية الغذائية للأمريكيين» وقد تم تحديثها في عام 2015 وتحتوي على المراجع المجدولة التالية في عام 2012.
نشر قيما لكميات الغذائية الموصى بها من قبل معهد الطب للإستخدام العام ولكن بطاقة المعلومات الغذائية تستخدم معايير الكميات الغذائية الموصى بها قديماً في الولايات المتحدة.
منظمة الصحة العالمية
تستخدم منظمة الصحة العالمية دليل The 3 Fives : هو دليل يتميز بخمس نقاط اساسية لكل ثلاث فئات. هذه الفئات الثلاث هي امآن الطعام واتباع خيارات صحية بالأغذية وممارسة نشاطات رياضية مناسبة. في فئة الغذاء الصحي خمسة مفاتيح: وهي"إرضاع الطفل فقط من حليب ثدي الأم خلال الأشهر الستة الأولى من عمر الطفل"و "تناول الاطعمة" وتناول الكثير من الخضروات والفواكه" و"تناول الطعام بكميات معتدلة من الدهون والزيوت" و"تناول الملح والسكر." بينما كل مفتاح يحتوي على نقطتين إضافية مع توصيات. تطوير دليل The 3 Fives لإطلاقها في الأحداث الرياضية الكبرى مثل الألعاب الأولمبية وكأس العالم ويمكن ايضاً استخدامها للجمهور العام.
استخدمت منظمة الصحة العالمية دليل CINDI الغذائي قبل استخدام دليل 3 Fives حيث تميز باحتوائه على شكل هرمي CINDI. يهدف هذا الدليل لمساعدة المهنيين الصحيين وصنّاع السياسة الأوروبيين على تطوير دليل غذائي وطني خاص بهم. يتميز الهرم الغذائي بقاعدة خضراء كبيرة تملئ ثلثي مساحة الهرم وتتكون من الخضراوات والفواكه والحبوب والنشويات. بينما تتكون الطبقة الوسطى المظللة باللون البرتقالي«علامة للتنبيه» من قسمين متساويين وهما الحليب قليل الدسم والألبان والفول والعدس والبقول والأسماك والبيض والدواجن واللحوم الخالية من الدهون. وتتكون الطبقة الصغيرة بالقمة «منطقة حمراء» من الدهون والحلويات.
منظمة الأغذية والزراعة (FAO)
تقدم المنظمة المساعدة الفنية للدول لتساعدها على التطور ومراجعة وتطبيق مبادئ التغذية (FBDG) ووضع دلائل إرشادية عن الأغذية لتتماشى مع الأدلة العلمية. وتقوم المنظمة أيضاً بعمل مراجعات دورية حول التقدم الذي تم تحقيقه في تطوير واستخدام المبادئ التوجيهية الغذائية. يجمع الموقع الإلكتروني للمبادئ التوجيهية الغذائية أكثر من 80 من المبادئ التوجيهية الوطنية.

## أدلة أخرى
•تستخدم الجمعية الأمريكية للسكري نظام «إصنع حصصك» الذي يقوم بتقسيم الطبق إلى ثلاثة حصص وهي: الخضروات غير النشوية (الجزءالأكبر من الحصص) والأطعمة النشوية وبدائل اللحوم أو اللحوم. مثل MyPlate (طبقي)، تكمل هذه الجمعية الطبق بكوب من الحليب قليل الدسم أو منزوع الدسم. 
•نشرت جمعية التغذية الألمانية دائرة الغذاء المقسمة إلى 30 بالمئة من الحبوب والبطاطس و 26 بالمئة من الخضروات والسلطات و 17 بالمئة من الفاكهة و 18 بالمئة من الحليب والألبان و 7 بالمئة من اللحم والنقانق والسمك والبيض و 2 بالمئة من الدهون والزيوت. وتكون المشروبات المتمثلة في كوب من الماء في الجزء الداخلي من الدائرة.
•تستخدم كلية هارفارد للصحة العامة هرم تناول الغذاء الصحي ويتضمن تسعة أقسام وقاعدة لتمارين رياضية يومية وطرق التحكم بالوزن. مقارنةً مع MyPlate الحبوب المستخدمة تكون حبوب كاملة بالإضافة إلى الحبوب المكررة «يكون استخدامها بكميات قليل جداً» أما البروتين ينقسم ما بين «الأسماك والدواجن والبيض» و «المكسرات والبذور والفاصوليا والتوفو» مع اللحوم الحمراء واللحوم المصنعة «يكون استخدامها بكميات قليل جداً» والدهون الصحية وأقسام خاصة بالزيوت ومن الممكن استبدال منتجات الألبان المكملات الغذائية مثل الكالسيوم وفيتامين د. إلى جانب الهرم والاعتدال بشرب الكحول والفيتامينات اليومية.
•في إدارة ماساتشوستس للخدمات الصحية والإنسانية يتم استخدام طريقة الحصص التي تنص على احتواء نصف الطبق على الخضروات والفواكة وربعه من الحبوب والنشويات والربع الآخر من اللحم والبروتين.
•مؤشر الجودة الغذائية العامة
•ترّوٍج لجنة الأطباء من أجل طب مسؤول نظام غذائي نباتي عن طريق لوحة الطاقة، مقسمة إلى حصص متساوية من الفاكهة والحبوب والبقول والخضروات.
•يستخدم نظام الصحة في جامعة ميتشيجان الهرم الغذائي الشفائي، ويتكون من 11 قسمًا، بالإضافة إلى قاعدة للمياه . فهو يضيف أقسام للبقوليات مقارنةً مع MyPlate مثلاً لتوابل والدهون الصحية والبيض. بينما في الفئة الأسبوعية توجد اللحوم خالية الدهون بالإضافة إلى الأسماك والمأكولات البحرية . وتحتوي الفئة الاختيارية على الكحول والشاي والشوكولاتة الداكنة .
•يستخدم مشروع [LiveWell for LIFE] أطباق صحية طبيعية لإظهار التكامل المثالي للحمية الغذائية في العديد من دول الاتحاد الأوروبي التي تتميز بالصحة والإستقرار البيئي والأسعار المعقولة. يعد هذا المفهوم رائداً في الصندوق العالمي لحماية الطبيعة في المملكة المتحدة وفي يومنا هذا مدعوم مالياً من قبل المفوضية الأوروبية في إطار برنامج لايف بلس (انظر النظام الغذائي المستدام).